# Блезевіц
Блезевіц (нім. Blesewitz) — громада в Німеччині, розташована в землі Мекленбург-Передня Померанія. Входить до складу району Передня Померанія-Грайфсвальд. Складова частина об'єднання громад Анклам-Ланд.
Площа — 12,65 км2. Населення становить 242 ос. (станом на 31 грудня 2020).

## Галерея

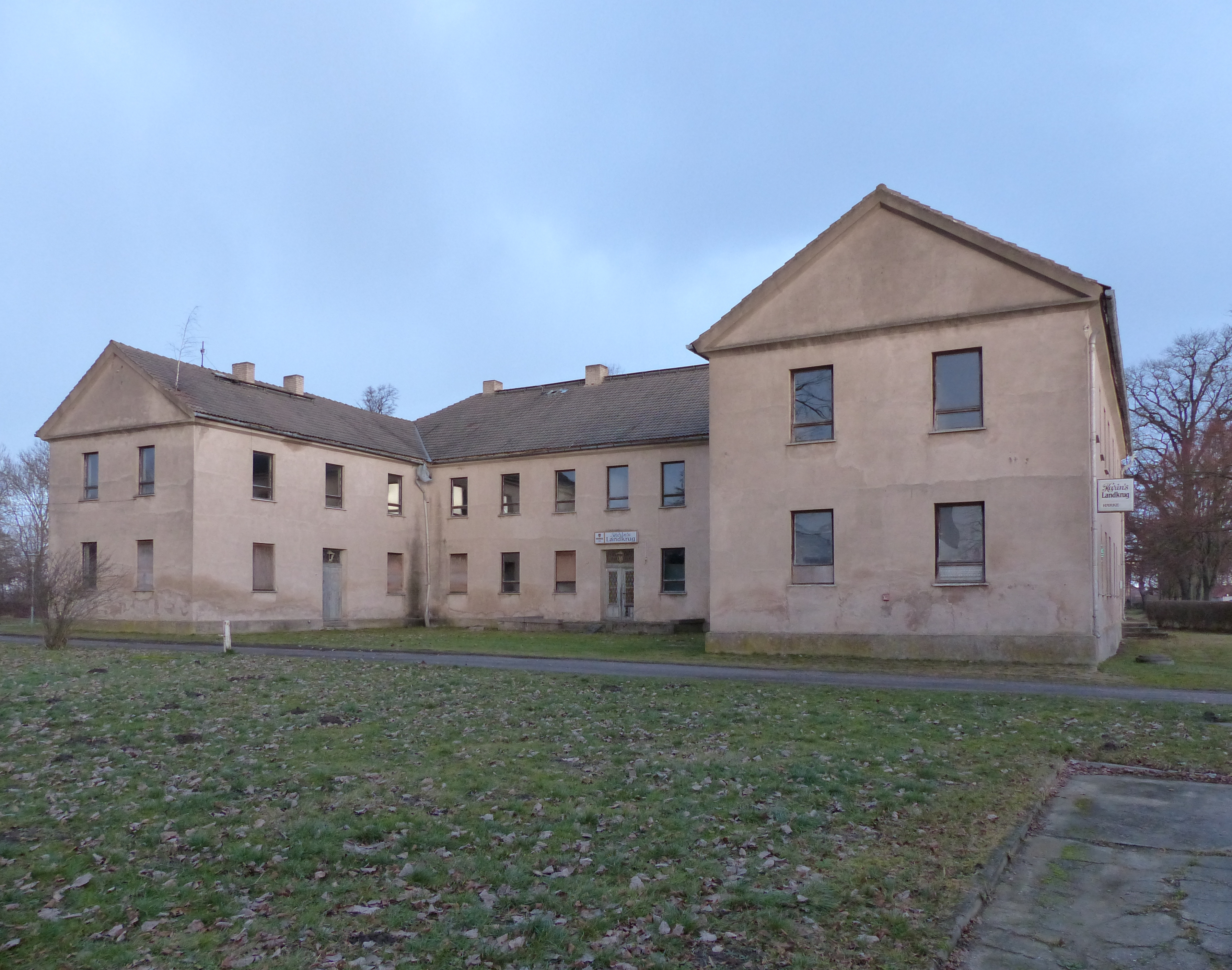
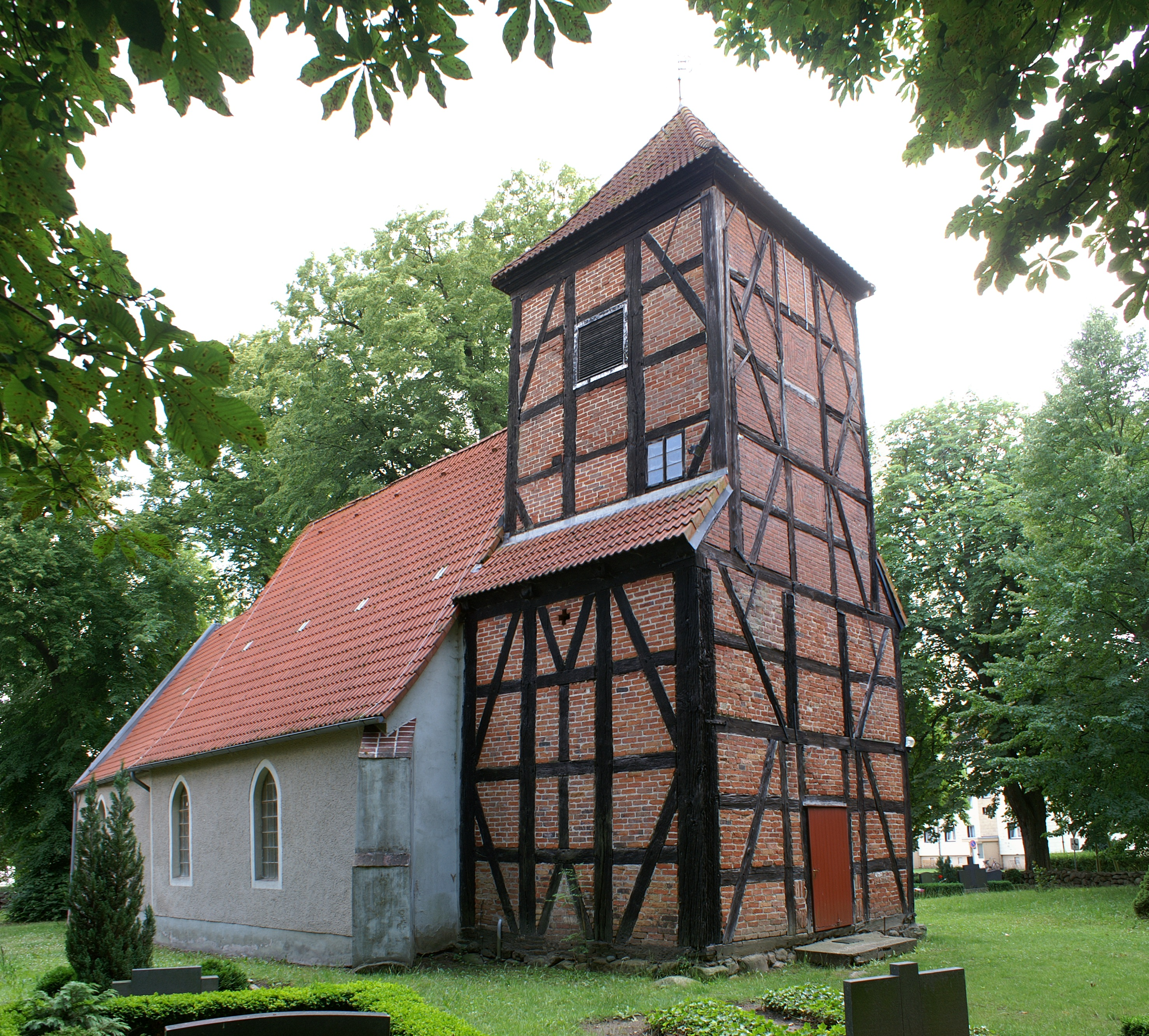